# 1062

## أحداث
- تأسيس مدينة مراكش على يد أبو بكر بن عمر اللمتوني وتقع حاليا في المغرب.
- بناء مدينة مراكش من طرف الحاكم المرابطي يوسف بن تاشفين
- المرابطون يغزون المغرب ويؤسسون دولة امتدت من إسبانيا إلى السنغال
- الناصر بن علناس بن حماد يقتل الأمير بلكين بن محمد بن حماد انتقاما لأخته تاضميرت، ويستولي على الحكم في الدولة الحمادية